# Guilty of Treason
Guilty of Treason, in Nederland uitgebracht onder de titel Schuldig aan verraad, is een Amerikaanse dramafilm uit 1950, geregisseerd door Felix E. Feist en met in de hoofdrollen Charles Bickford, Bonita Granville en Paul Kelly. Het is een anticommunistische en anti-Sovjetfilm over het verhaal van József Mindszenty, een rooms-katholieke kardinaal uit Hongarije. Mindszenty sprak zich uit tegen de nazibezetting van zijn land tijdens de Tweede Wereldoorlog, evenals tegen het latere communistische regime. Vanwege zijn verzet tegen het Sovjetregime werd Mindszenty gearresteerd en gemarteld. Na zijn vrijlating zocht hij jarenlang zijn toevlucht in de Amerikaanse ambassade in Boedapest, van waaruit hij de Hongaren, die een einde wilden maken aan de Russische bezetting, bleef steunen.

## Verhaal
De film gebruikt als raamvertelling een toespraak tot leden van de Overseas Press Club of America door een journalist die net terug is uit Boedapest, waar hij getuige was van het proces van Mindszenty voor landverraad. Hij vertelt ook het verhaal van Stephanie Varna, een jonge lerares die besluit een moreel standpunt in te nemen tegen het communisme, ondanks haar liefde voor een Russische officier.

## Rolbezetting
| Acteur              | Personage                   |
| ------------------- | --------------------------- |
| Charles Bickford    | kardinaal Joszef Mindszenty |
| Bonita Granville    | Stephanie Varna             |
| Paul Kelly          | Tom Kelly                   |
| Richard Derr        | kolonel Aleksandr Melnikov  |
| Roland Winters      | commissaris Belov           |
| Berry Kroeger       | kolonel Timar               |
| John Banner         | dokter Szandor Deste        |
| Alfred Linder       | Janos                       |
| Thomas Browne Henry | kolonel Gabriel Peter       |
| Nestor Paiva        | Matyas Rakosi               |
| Morgan Farley       | dokter                      |
| Lisa Howard         | Sovjet-ambtenaar            |
| Elisabeth Risdon    | moeder van Mindszenty       |

## Productie
De film is geïnspireerd door het boek "As We See Russia", geschreven door leden van de Overseas Press Club. De film is geproduceerd door het Anglo-Amerikaanse bedrijf Eagle-Lion en maakte deel uit van een cyclus van anticommunistische Britse en Amerikaanse films die eind jaren 40 en begin jaren 50 werden uitgebracht toen de Koude Oorlog op gang kwam. Mindszenty's verhaal werd opnieuw verfilmd in de Britse prent The Prisoner uit 1955.